# Aéroport de Feijó
L'aéroport de Feijó (code IATA : FEJ • code OACI : SNOU) est l'aéroport desservant la ville de Feijó au Brésil.

## Histoire
L'aéroport a été construit en remplacement de l'aéroport Alcimar Leitão (code OACI SWFJ), qui était situé plus près du centre-ville. Le nouvel aéroport a été ouvert en 2008.

## Compagnies aériennes et destinations
| Compagnies          | Destinations         |
| ------------------- | -------------------- |
| Rio Branco Aerotaxi | Rio Branco, Tarauacá |

## Situation
L'aéroport est situé à 4 km du centre-ville de Feijó.
| \| 200 km1:42 212 000 \| São Paulo-Guarulhos São Paulo-Congonhas Brasília Rio-Galeão Belo Horizonte Campinas Rio-Santos-Dumont Recife Porto Alegre Salvador Fortaleza Curitiba Florianópolis Belém Vitória Goiânia Manaus Navegantes |
| 200 km1:42 212 000 |